# Barna gödény
A barna gödény (Pelecanus occidentalis) a madarak (Aves) osztályának gödényalakúak (Pelecaniformes) rendjébe, ezen belül a gödényfélék (Pelecanidae) családjába tartozó faj.
Saint Kitts és Nevis nemzeti madara.

## Rendszerezése
A fajt Carl von Linné svéd természettudós írta le 1766-ban.

## Alfajai
- Pelecanus occidentalis californicus Ridgway, 1884
- Pelecanus occidentalis carolinensis Gmelin, 1789
- Pelecanus occidentalis murphyi Wetmore, 1945
- Pelecanus occidentalis occidentalis Linnaeus, 1766
- Pelecanus occidentalis urinator Wetmore, 1945[2]

## Előfordulása
Kalifornia partvonalától Ecuadorig, nyugati irányban a Galápagos-szigetekig, a keleti partvonalon Carolinától a Mexikói-öblön át egészen Venezueláig.
Természetes élőhelyei a tengerpartok, part közeli vizek. Vonuló faj.

## Megjelenése
Testhossza 152 centiméter, szárnyfesztávolsága 203-228 centiméter, testtömege 6500-9000 gramm. A legfeltűnőbb ismertetőjegye a hatalmas csőr, amely felülről lapított. Az alsó csőrkáváról alácsüngő torokzsákba tíz liter vizet is képes felvenni. Tollazata barna, feje világosabb és fehéres.
|  |  |

## Életmódja
A madarak a meleg vizű tengerek partján élnek, és az idő nagy részét sziklákon, zátonyokon töltik. Kerülik a szárazföld belsejét és a nyílt tengert. E gödény az egyetlen gödényfaj, mely bukórepüléssel szerzi meg táplálékát. Túlnyomórészt halak, olykor-olykor dögök teszik ki táplálékát. A barna gödény általában 15-25 évet él.
|  |  |

## Szaporodása
A barna gödény társas lény, hagyományos fészkelőhelyein kolóniákban költ. Ivarérettségüket 2-3 évesen érik el, a költési időszak a szélességi foktól különbözik. Az USA nyugati partvonalán tavasszal költ. Rendszerint 3 fehér tojást rak a tojó, melyen 39 napig kotlik. A fiatal gödények körülbelül 9 hetesen repülnek ki.

## Természetvédelmi helyzete
Az elterjedési területe rendkívül nagy, egyedszáma pedig növekszik. A Természetvédelmi Világszövetség Vörös listáján nem fenyegetett fajként szerepel.